# Petrodolar
Petrodolary – dochody państw członkowskich OPEC z tytułu eksportu ropy naftowej, rozliczane w dolarach amerykańskich.
Termin ten po raz pierwszy został użyty przez amerykańskiego ekonomistę Ibrahima Oweissa w 1973 r.